# Paul Baudry
Paul Jacques Aimé Baudry (* 7. November 1828 in Bourbon-Vendée, Département Vendée; † 17. Januar 1886 in Paris) war ein französischer Maler.

## Leben
Baudry entstammte einer bäuerlicher Familie. Er war ein Sohn des Holzschuhmachers Jacques Baudry (1801 und dessen Frau Françoise Justine; geborene Le Comte oder Lecomte, 1805–1885). Sein Vater war der Sohn eines Bauern Le Mans, seine Mutter stammte aus einer gutbürgerlichen Familie. Die Familie hatte insgesamt 12 Kinder, von denen Baudry das Drittgeborene war. Er war seit seinem 12. Lebensjahr, in dem er ein Buch über das Leben Jeanne d’Arcs erhalten hatte, von ihrer Geschichte fasziniert und wurde 1844, mit einem kleinen Stipendium seines Departements ausgestattet, nach Paris geschickt. Dort trat er am 16. April 1845 in die École des beaux-arts ein. Er wurde dort ein Schüler der Maler Michel-Martin Drolling und Antoine Sartoris. 1847 nahm er, gefördert durch seine Lehrer, an der Ausstellung des Pariser Salons teil und gewann den kleinen Prix de Rome. Neben einer Medaille war der Preis mit einem großzügigen Reisestipendium verbunden, das es ihm ermöglichte, eine Studienreise nach Italien zu unternehmen. Er hielt sich nahezu vier Jahre in Rom auf, um dort die antiken Meister (namentlich Correggio, Raffael und Tizian) zu studieren und zu kopieren. Eines seiner ersten Werke dort war Das Kind und das Glück (1850), das ganz im Stil venezianischer Meister gehalten ist.
Zur Jahreswende 1850/1851 kehrte Baudry nach Frankreich zurück und ließ sich in Paris als freischaffender Maler nieder. Für die nächsten Jahre bildete die Porträtmalerei einen wichtigen Schwerpunkt seines Schaffens. Daneben entstanden auch andere Werke, wie Die Bestrafung einer Vestalin. Seit 1852 stellte er seine Werke regelmäßig in den Pariser Salons aus, so unter anderem 1852 Theseus in dem Labyrinth, 1853 Kampf Jakobs mit dem Engel, 1854 Das Schicksal und das junge Kind und andere. 1861 wandte sich Baudry mit dem Bild über die Ermordung Jean Paul Marats durch Charlotte Corday der Historienmalerei zu. Er wandte sich jedoch bald wieder zu seinem eigentlichen Stil zu, da ihm dieses Genre nicht lag. Seite Werke wurden stark durch die italienische Renaissancemalerei beeinflusst. Von Mai 1864 bis August 1865 unternahm er eine erneute Reise nach Rom und fertigte dort Kopien nach Michelangelos Fresken der Sixtina und nach Correggios Danae in der Galleria Borghese.
1866 bekam Baudry den Auftrag, das Foyer der Opéra Garnier von Paris neu zu gestalten. Dafür reiste er 1870 nach London, um Kopien der Raffaelschen Kartons im South-Kensington Museum anzufertigen und hielt sich zudem in Venedig auf, um sich auf diese Aufgabe vorzubereiten. 1872 vollendete er diese Arbeit. Neben drei großen Deckengemälden (Melodie und Harmonie, Tragödie und Komödie, Parnass) schmückten Die Apotheose Homers die Schmalseiten mit zehn die Wirkungen des Tanzes und der Musik und den Triumph der Schönheit illustrierenden Kompositionen. Dazwischen wurden die Musen dargestellt.
Gerade bei seinen Musen orientierte sich Baudry mehr an Paolo Veronese und Francesco Primaticcio. Mit der Darstellung und Glorifizierung des Gesetzes illustrierte Baudry den großen Saal des Kassationshof in Paris und wurde dafür 1881 anlässlich der Ausstellung des Pariser Salons mit einer Ehrenmedaille geehrt. 1883 war Baudry maßgeblich an der Ausgestaltung von Schloss Chantilly beteiligt. Die letzten Jahre seines Lebens lebte er ziemlich zurückgezogen und malte nur noch sehr wenig.

## Familie

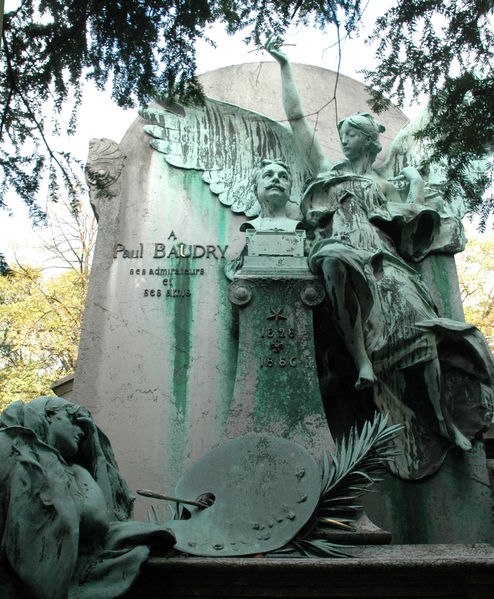
Grabstelle von Paul Baudry

Baudry heiratete am 22. Oktober 1885 Eléonore (geborene Gardon, 2. Oktober 1844), Tochter von Jacques Gardon und dessen Frau Françoise Honorine Frontelin oder Fontelun. Das Paar hatte zwei Kinder:
- Cécile Berthe Baudry (30. Dezember 1879 – 28. Februar 1960) ⚭ am 3. Januar 1906 mit Charles Puech (* 11. August 1878).
- Jacques Charles Ambroise Baudry (* 5. Mai 1883) ⚭ am 1. Dezember 1917 mit Geneviève Suzanne Madeleine Lucas.

Er starb 1886 im Alter von 57 Jahren, als er mit einem Auftrag für die Ausschmückung des Pariser Panthéons beschäftigt war, der Szenen aus dem Leben der Jeanne d’Arc darstellen sollte. Er wurde auf dem Friedhof Père Lachaise beigesetzt.
Er war der ältere Bruder des Architekten und Archäologen Ambroise Alfred Baudry (1. Juli 1838 – 1. Juli 1906).

## Werke (Auswahl)

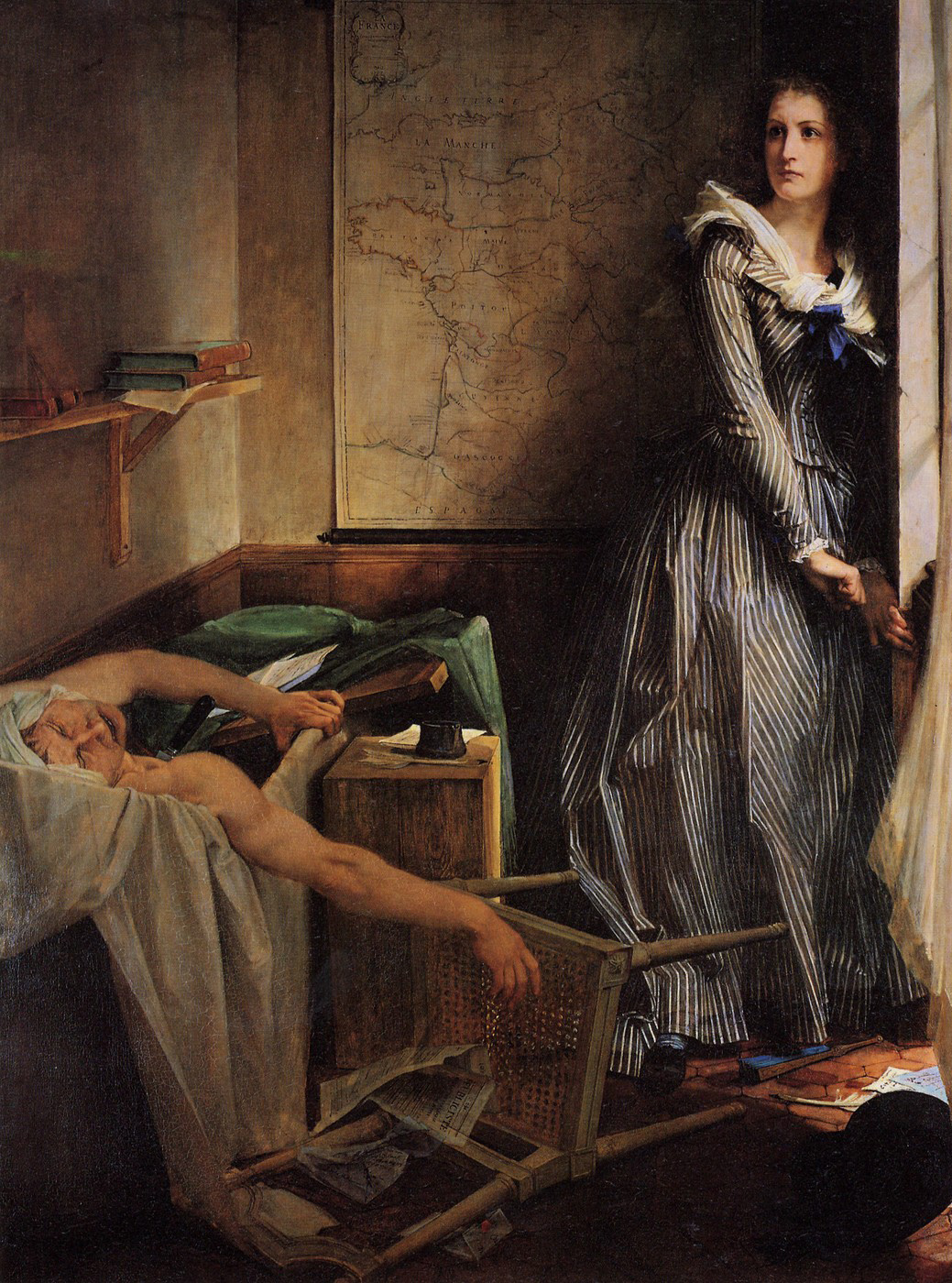
Die Ermordung Marats durch Charlotte Corday, 1861, Kunstmuseum Nantes

Zu Baudrys Werk gehören Staffeleigemälde und Porträts sowie dekorative Arbeiten. Er porträtierte zahlreiche Zeitgenossen, unter anderem Edmond About, Charles Dupin, Achille Fould, Charles Garnier und Ernest Hoschedé und fertigte zudem dekorative Malereien.
- 1853: Das Kind und das Glück
- 1856: Die Bestrafung einer Vestalin
- 1857: Leda
- 1857: Die Jahreszeiten, vier Supraporten für das Hôtel Guillemin
- 1858: Die Attribute der Götter, zwölf Bogenrundungen und Diana und Venus zwei Supraporten für das Hôtel Fould (nach dem Abriss ins Schloss Chantilly überführt)
- 1859: Toilette der Venus
- 1861: Die Ermordung Marats durch Charlotte Corday
- 1861: Wandmalereien in den „Grandes Villes de l’Italie“ und für das Palais des Herzogs von Galliera
- 1863: Die Perle und die Woge
- Allegorie der Wahrheit
- Hochzeit Amors mit Psyche
- 1878: Belobigungsdiplom der Exposition universelle
- 1883: Zeichnung zu der 100 Franks-Note

## Auszeichnungen (Auswahl)
- 1847: Prix de Rome (kleiner Rompreis)
- 1850: Prix de Rome (großer Rompreis)
- 1857: Medaille 1. Klasse des Salon de Paris (Salon de peinture et de sculpture)
- 1861: Erneuerung der Medaille 1. Klasse des Salon de Paris
- 2. Juli 1861 Ritter der Ehrenlegion
- 12. August 1869: Offizier der Ehrenlegion
- 1870: Mitglied des Instituts der Académie des Beaux-Arts
- 3. März 1875: Kommandeur der Ehrenlegion
- 1878: Ehrenmitglied der K. K. Akademie der bildenden Künste in Wien[5]
- 1881: Ehrenmedaille der Société des Artistes Français (Salon des artistes français)[6]